# Halle André-Vacheresse
La Halle André-Vacheresse est une salle de basket-ball située à Roanne, en France, qui accueille les matchs à domicile de la Chorale Roanne Basket.

## Histoire
Cette salle porte le nom de l'ancien basketteur roannais André Vacheresse, qui fut sélectionné en équipe de France. Elle fut construite en 1988 pour le club de basket local. Elle fut inaugurée en septembre 1988 par Roger Bambuck, secrétaire d'État chargé de la Jeunesse et des Sports et Jean Auroux, maire de Roanne.
La halle a subi une extension en 2010 et 2011 permettant de passer de 3 085 places à 5 000 places ainsi qu'une salle annexe de 700 m2 pour un investissement de plus de 10 millions d'euros. La salle est livrée avec sa nouvelle capacité en août 2011. Elle fut inaugurée en septembre 2011 avec un match de gala opposant la Chorale Roanne Basket et l’Élan sportif chalonnais ainsi qu'un spectacle des Crazy Dunkers.
En 2018, un nouveau parquet de NBA, inédit en France, est installé par l'entreprise Gerflor.

## Évènements
- Fed Cup 2017 : Match de barrage France - Espagne.